# Banff-Nationalpark
Der in der kanadischen Provinz Alberta gelegene Banff-Nationalpark (englisch Banff National Park of Canada, französisch Parc national du Canada Banff) wurde 1885 gegründet und war der erste Nationalpark Kanadas, der zweite in Nordamerika und weltweit der dritte ausgewiesene Park. Mit seinen 6641 km² Fläche gehört er zu den größeren Nationalparks in den kanadischen Rocky Mountains. Seinen Namen trägt der Park nach dem schottischen Banffshire, der Heimatregion zweier Geldgeber der Canadian Pacific Railway.
Der Nationalpark wurde 1984 von der UNESCO als Teil der Canadian Rocky Mountain Parks zusammen mit dem Jasper-, dem Kootenay und dem Yoho-Nationalpark zum Welterbe erklärt. Bei diesem Park handelt es sich um ein Schutzgebiet der IUCN-Kategorie II (Nationalpark), welcher von Parks Canada, einer Crown Agency (Bundesbehörde), verwaltet wird. Drei Skigebiete, unter anderem das von Lake Louise, liegen dennoch innerhalb der Grenzen des Banff-Nationalparks.

## Geologie
Die kanadischen Rocky Mountains wurden durch intensiven plattentektonischen Aktivität im Mesozoikum und Känozoikum gebildet. Wesentlich zur heutigen Ausformung haben drei größere Gebirgsbildungsphasen beigetragen, die über einen Zeitraum von rund 130 Millionen Jahren den Westen Nordamerikas formten. Die Laramische Gebirgsbildung war die letzte der drei Phasen und verantwortlich für die Heraushebung der Rocky Mountains (in der Größenordnung von rund 2000 Metern).

## Besiedlung und Geschichte des Parks
Archäologische Forschungen rund um die Vermilion Lakes datieren die frühesten menschlichen Aktivitäten in Banff auf den Zeitraum 8300 v. Chr. Die First Nations der Stoneys, Kootenays, Tsuu T'ina, Kainai, Piegan und Siksika siedelten über Jahrhunderte in dem Gebiet. Sie jagten u. a. Bisons.
Die britische Royal Geographical Society finanzierte die sogenannte Palliser-Expedition (offiziell British North American Exploring Expedition) zwischen 1857 und 1860, die von John Palliser initiiert war. Er reiste von der Red River Colony durch die Rocky Mountains und kartierte den Europäern bis dahin unbekanntes Gebiet.
Nachdem British Columbia am 20. Juli 1871 an Kanada abgetreten worden war, stimmte die Regierung dem Bau einer transkontinentalen Eisenbahnlinie zu. 1872 erhielt die von Hugh Allan gegründete Canada Pacific Railway Company (nicht mit der heutigen Gesellschaft identisch) den Zuschlag zum Bau der Strecke, der 1875 begann. Die Planungen um das lukrativen Infrastrukturprojekt waren von wirtschaftlichen Erwägungen und Bestechung geprägt. Das führte u. a. zum Rücktritt einer kanadischen Regierung und zum Pacific-Skandal.
In diesem Zeitraum forschte auch der neuseeländische Wissenschaftler James Hector im Auftrag der Royal Society of Edinburgh und der Royal Geographical Society im Gebiet der Rocky Mountains. Hector beschrieb vier Pässe durch die kanadischen Rockies, wovon einer für den späteren Trassenbau der Bahnstrecke ausgewählt wurde.
Während des Baus der Canadian Pacific Railway zeigten laut E. G. Luxton im Jahr 1883 Mitglieder der First Nations drei Bahnarbeitern die heiße Quelle mit dem Bassin in einer Höhle. Die Arbeiter erkannten demnach die Bedeutung der Quellen, konnten sich aber nicht über eine mögliche Ausbeutung einigen. 1885 wies die kanadische Regierung zunächst ein relativ kleines Gebiet zum Schutzgebiet aus und verabschiedete am 23. Juni 1887 den Rocky Mountains Park Act.
Die Bahntrasse führt aufgrund des Parks über den südlicheren und steileren Kicking Horse Pass, während die kurz vor dem Ersten Weltkrieg fertiggestellte Strecke der Grand Trunk Pacific Railway über den einfacheren Yellowhead Pass nach Jasper führt.
Ab den 1930er Jahren wurden Straßen durch das Gebiet des Nationalparks gebaut, zunächst der Icefields Parkway vom Banff nach Jasper. Der Highway führt bewusst an touristischen Attraktionen wie dem Columbia-Eisfeld und den Athabasca Falls vorbei. Als letztes wurde der Trans-Canada Highway durch den Park gebaut und 1965 fertiggestellt.
Mit der Stadt Banff und der Siedlung Lake Louise hat der Park rund 9000 ganzjährige und weitere etwa 1000 saisonale Bewohner.

## Fauna
Im Park leben viele große Säugetierarten, zum Beispiel Elch, Wapiti, Dickhornschaf, Schneeziege, Schwarzbär, Grizzlybär, Luchs, Wolf und Kojote. Über 250 Vogelarten wurden bisher im Gebiet des Parks beobachtet. Für viele Zugvögel sind vor allem die im Park befindlichen Vermilion Lakes als Rastplatz von großer Wichtigkeit. Der amerikanische Bison, der früher in den Tälern von Banff lebte, wurde durch Bejagung ausgerottet; das letzte Tier wurde 1858 getötet. Im Februar 2017 wurden Bisons aus dem Elk Island National Park im Banff-Nationalpark ausgewildert. Im April 2017 wurden hier erstmals wieder Bison-Kälber geboren.
Endemisch ist Physella johnsoni, auch Banff Springs snail oder einfach Banff snail genannt, eine Schneckenart, welche die hier vorkommenden heißen Quellen besiedelt. Sie war die erste Molluskenart, die auf der Liste der bedrohten Tierarten erschien (1997). Nach frühen Beobachtungen seit 1926 und jüngeren seit den 1990er Jahren bewohnte sie neun Orte, heute nur noch fünf, die in häufig von Touristen aufgesuchten Gebieten liegen. Da die Schnecken in der Lage sind, sich extrem ungünstigen Bedingungen – vor allem Hitze und giftigen Substanzen – anzupassen, befasst sich seit langer Zeit ein Forschungsprojekt mit ihnen.

## Tourismus und Touristische Punkte

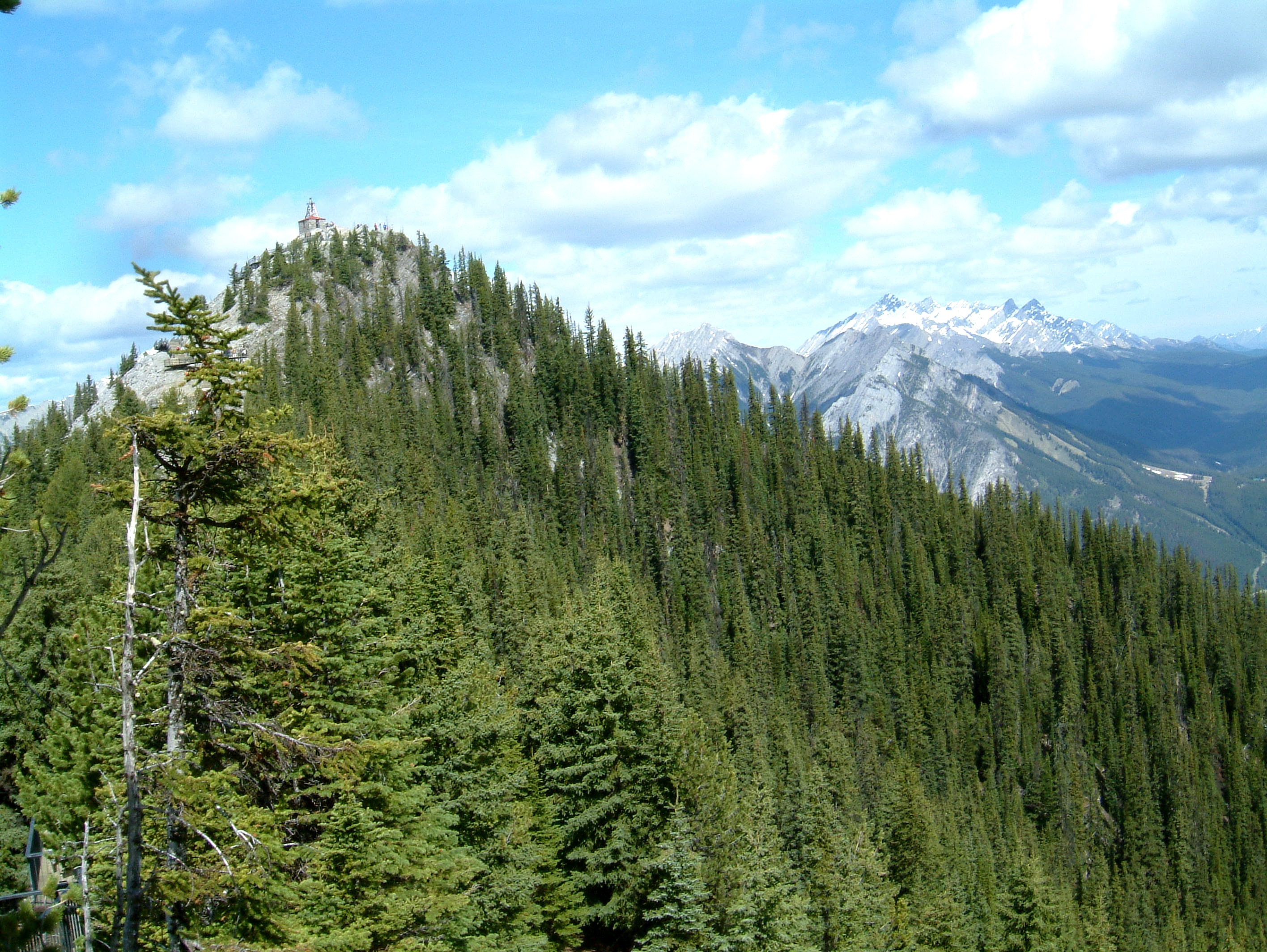
Blick auf den Sulphur Mountain (links)

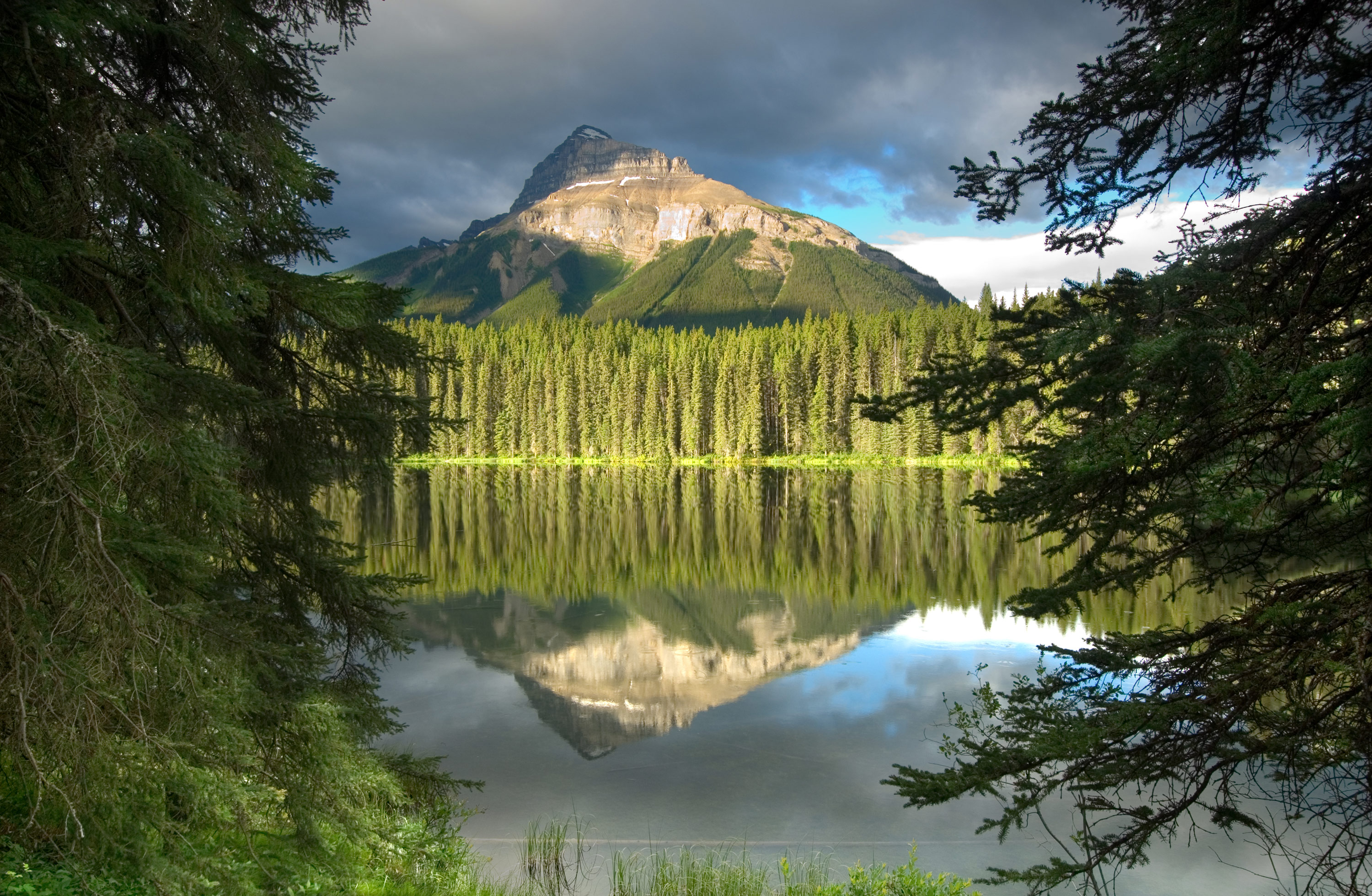
Pilot Mountain und sein Spiegelbild im Pilot Pond

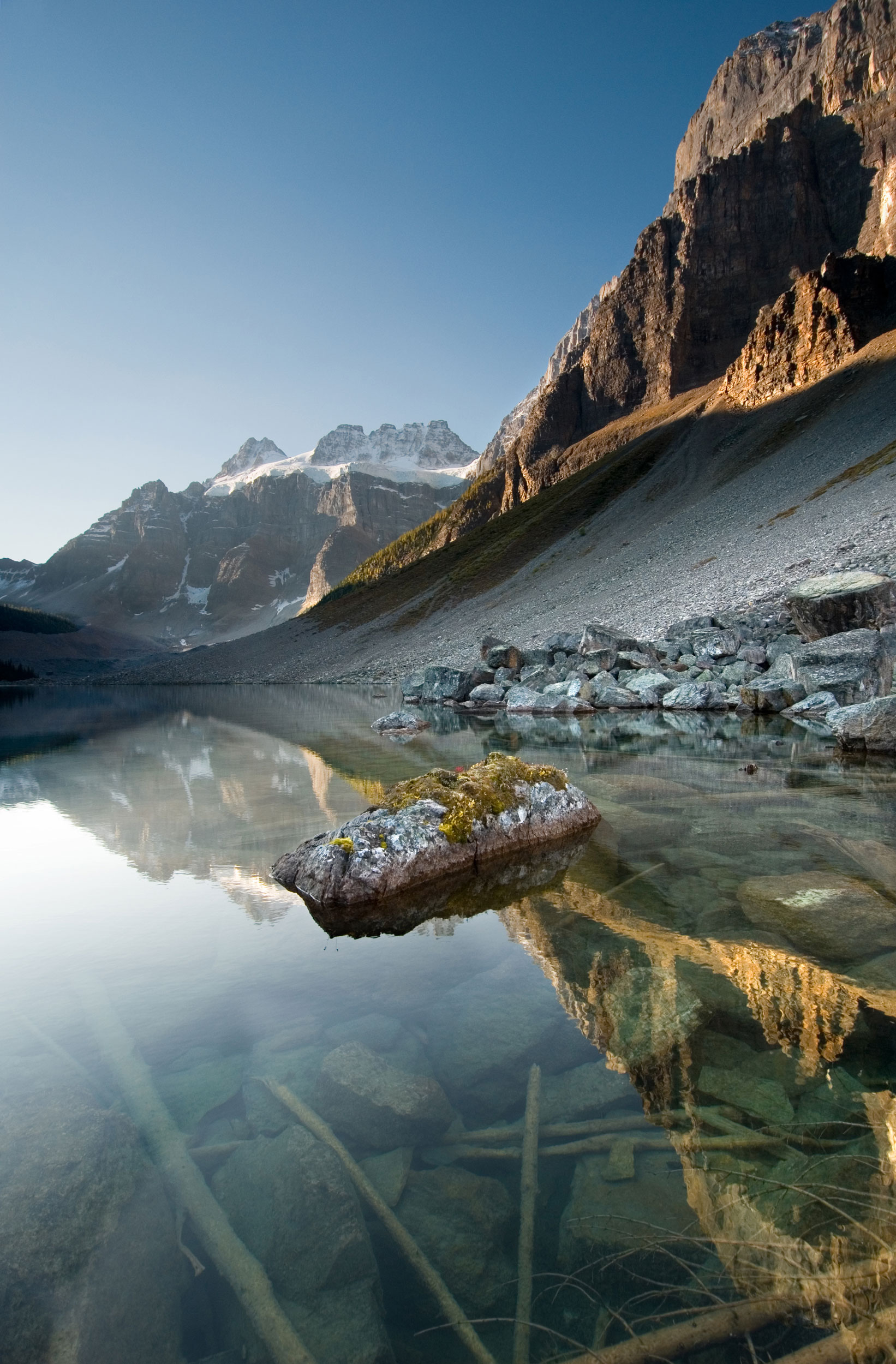
Der Lower Consolation Lake

Der Banff-Nationalpark ist der Park in Kanadas Rocky Mountains, in dem der Konflikt zwischen Naturschutz und Massentourismus am deutlichsten wird. Jährlich besuchen mehr als neun Millionen Menschen die sieben Nationalparks der Region, wobei der Park um Banff mit 4,13 Millionen Besuchern davon fast die Hälfte verkraften muss. Der Park ist auch der Nationalpark in Kanada mit den meisten Besuchern. Dabei konzentriert sich der Besucheranstrom auf wenige Punkte und auf die sommerliche Ferienzeit. Aufgrund des wachsenden Verkehrsaufkommens mussten bereits Über- und Unterführungen für Tiere gebaut und kilometerlange Zäune gezogen werden, denn neben zwei Eisenbahnlinien führt auch der Trans-Canada Highway durch Teile des Parks. Durch strenge Geschwindigkeitsbegrenzungen versucht man Kollisionen mit Wildtieren zu vermeiden.
Aber auch der Wintertourismus hat in dem Gebiet zugenommen, denn es wird zunehmend als Skigebiet erschlossen. Gerade zu dieser Zeit ist das Haupttal des Bow Rivers aber für viele Tiere wichtiger Rückzugsraum. Viele Tiere verlieren die Distanz zu menschlichen Siedlungen und sind u. a. im 6000-Einwohner-Städtchen Banff präsent. Der Straßenausbau hat den Distanzschutz, der das Gebiet weitgehend von menschlicher Nutzung ausgenommen hat, stark reduziert. Das Parkmanagement versucht wildtiergerechte Lösungen zu den finden, jedoch nimmt jährlich der touristische Nutzungsdruck zu.
Absolute Betretungsverbote im Park sind selten, und Besucher sind häufig schlecht informiert. Speziell das Bewusstsein für den Umgang mit und den Schutz von Fauna und Flora abseits des „Großwilds“ ist schwach ausgeprägt. 1999 wurden erstmals Touristen zu hohen Geldbußen verurteilt, weil sie in warmen Quellen gebadet hatten. Damit hatten sie unwissentlich eine nur hier lebende, und zu dieser Zeit vielleicht noch 1.500 bis 15.000 Exemplare umfassende Population der Banff Springs snail in Gefahr gebracht. Da auch andere Tier- und Pflanzenarten als gefährdet gelten, gerät die Parkverwaltung zunehmend in die Kritik, ebenso wie in Bezug auf ihren Umgang mit dem Tourismus.
Touristische Schwerpunkte sind:
- Banff – Etwa 6000 Einwohner zählende Ortschaft auf 1384 Metern Höhe
- Banff Springs Hotel – Luxushotel, das einem schottischen Schloss nachempfunden wurde
- Banff Gondola
- Bow River – Fluss, der durch den Nationalpark fließt
- Cave and Basin – Höhle mit heißer Quelle und Warmwasserbassin, denen der Park seine Entstehung verdankt
- Château Lake Louise – Historisches Hotel direkt am See
- Grassi-Seen, farbig leuchtend
- Icefields Parkway – 231 Kilometer langer Highway von Banff bis Jasper mitten durch die Rocky Mountains
- Johnston Canyon – wilde Schlucht
- Johnson Lake – kleiner einsam gelegener Bergsee
- Lake Louise – berühmter Bergsee
- Mistaya Canyon – sehr tief eingeschnittene schmale Schlucht des Mistaya Rivers südlich von Saskatchewan River Crossing
- Moraine Lake im Valley of the Ten Peaks – Bergsee im Tal vor zehn Gipfeln, auf der kanadischen 20-Dollar-Note der Scenes of Canada Series von 1969 abgebildet
- Morant’s Curve – eine Aussichtsstelle am Bow Valley Parkway an welche der Bow River und eine Eisenbahnstrecke nebeneinander verlaufen, die auch auf der kanadischen 10-Dollar-Note der Frontier Series von 2011 abgebildet ist.
- Mount Forbes – mit 3617 m Höhe der höchste Punkt im Park[14]
- Peyto-Gletscher – ein Auslassgletscher des Wapta-Eisfelds
- Peyto Lake – ein auffällig türkis schimmernder Bergsee
- Sulphur Mountain – 2285 Meter hoher Berg oberhalb der Ortschaft Banff